# 但丁·阿利吉耶里号战列舰
但丁·阿利吉耶里号战列舰是意大利皇家海军制造的一艘战列舰，是意大利第一艘无畏型战列舰，以文艺复兴时期的意大利诗人但丁·阿利吉耶里的名字命名。但丁·阿利吉耶里号战列舰是第一艘装备三连裝炮塔为主武器的军舰，于1909年6月6日动工，1910年8月20日下水，1913年1月15日完工。
但丁·阿利吉耶里号战列舰服役于第一次世界大战期间。华盛顿海军条约签订后，但丁·阿利吉耶里号在裁军过程中被报废，退出了意大利皇家海军。

## 设计
但丁·阿利吉耶里号战列舰舰长168.1米，宽26.6米，吃水8.8米，载员981人，标准排水量与满载排水量分别为19552吨和21600吨。
动力由四轴帕森斯齿轮涡轮和23个锅炉，提供32000匹马力。正常航速为22节（41公里/小时），10节航速下能续航4800海里（8890公里）。
装备的火力有4座三连裝共12门30.5厘米（12英寸）主炮、4座双联裝及12门单裝共20门12厘米副炮、13门7.6厘米火炮，以及3具45厘米鱼雷管。
但丁·阿利吉耶里号战列舰舷侧、主炮、甲板和指挥塔的装甲分别为25.4厘米、25.4厘米、3.8厘米和30.5厘米。